# Brüno (pel·lícula)
Brüno és una pel·lícula còmica en format de fals documental dirigida per Larry Charles i basada en el personatge homònim de l'humorista Sacha Baron Cohen. La pel·lícula és la tercera basada en personatges de Da Ali G Show, seguint a Ali G Indahouse i Borat. Es va estrenar el 10 de juny de 2009 i es va doblar al català.

## Argument
Brüno és un gai una mica excèntric que està obsessionat amb la moda i el culte al cos. Treballa a la televisió, presentant un programa nocturn de tendències, però el seu somni és arribar a ser una celebritat. La seva estratègia per aconseguir-ho està clara: convertir-se en reporter de moda i anar a les festes i desfilades dels dissenyadors més importants. Així és com Brüno inicia un viatge pel llarg del món amb l'esperança de trobar la fama i, per què no dir-ho, també l'amor.
El 2006, el còmic i presentador Sacha Baron Cohen va donar vida a un dels personatges més provocadors del cinema a Borat, les peripècies d'un periodista kazakh que deixava al descobert la hipocresia de la cultura occidental. El paper li va valer el Globus d'Or al millor actor de comèdia i la pel·lícula va ser nominada a l'Oscar al millor guió adaptat. Tres anys més tard, i amb el precedent de taquilla de Borat, Sacha Baron Cohen tria un altre dels personatges del seu show televisiu Da Ali G Show i el porta al cinema. Brüno segueix l'absurd viatge d'un reporter austríac gai en el seu intent per fer-se un lloc en el món de la moda.
Dirigida per Larry Charles, habitual col·laborador de Cohen i realitzador de Borat, la pel·lícula és el que s'ha anomenat «comèdia extrema», amb un «rodatge de guerrilla» en què el protagonista es cola en esdeveniments reals per parlar amb personalitats i cridar l'atenció. La consigna és portar al límit les lleis, però sense trencar-les i caricaturitzar certs aspectes de la societat.

## Repartiment
| Intèrpret          | Personatge |
| ------------------ | ---------- |
| Sacha Baron Cohen  | Brüno      |
| Gustaff Hammarsten | Lutz       |
| Clifford Bañagale  | Diesel     |
| Chibundu Orukwowu  | O.J.       |
| Josh Meyers        | Kookus     |